# Tatra T6A2
Tatra T6A2 (različica tramvaja T6) je vrsta češkoslovaškega tramvaja, proizvedenega v ČKD v letih 1988 do 1999. Skupaj je bilo proizvedenih 256 tramvajev.

## Konstrukcija
Tip T6A2 je bil razvit kot naslednik tramvaja Tatra T4, ki so ga izvažali v nekdanjo Sovjetsko zvezo, nekdanjo Jugoslavijo in Nemčijo. Tramvaji imajo ožjo karoserijo (2200 mm v primerjavi s standardnimi 2500 mm). Gre za enosmerni štiriosni motorni tramvaj. Tramvaj ima tri vrata in je opremljen s tiristorsko električno opremo TV3.

## Prototip
Prototipna sestava tramvaja T6A2 (št. 0020 in 0021) in ene prikolice B6A2 (št. 0022) je bila izdelana leta 1985. Po poskusnih vožnjah v Pragi je bila sestava poslana v Dresdenu, kjer je sestava dobila številki 226 001, 226 002 in 276 001. Med letoma 1990 in 2001 je bila kompozicija uporabljena za oglede. Nato je bil tramvaj št. 226 001 obnovljen v prvotno stanje in predan muzeju.

## Nabava tramvajev
Od leta 1988 do 1999 je bilo izdelanih 256 tramvajev.
| Država    | Mesto     | Tip     | Leta dobave | Število tramvajev | Garažne številke | Spremembe                                 | Viri  |
| --------- | --------- | ------- | ----------- | ----------------- | ---------------- | ----------------------------------------- | ----- |
| Bolgarija | Sofija    | ∑       | 1990.-1999. | 57                | 2001-2057        |                                           | [ 1 ] |
| Bolgarija | Sofija    | T6A2B   | 1990.       | 40                | 2001-2040        |                                           | [ 1 ] |
| Bolgarija | Sofija    | T6A2-SF | 1999.       | 17                | 2041-2057        | Električna oprema TV14                    | [ 1 ] |
| Madžarska | Szeged    | T6A2H   | 1997.       | 13                | 900-912          |                                           | [ 1 ] |
| Nemčija   | Berlin    | T6A2D   | 1988.-1990. | 118               | 218 101-218 218  |                                           | [ 1 ] |
| Nemčija   | Dresden   | T6A2D   | 1985.-1988. | 4                 | 226 001-226 004  |                                           | [ 1 ] |
| Nemčija   | Leipzig   | T6A2D   | 1988.-1991. | 28                | 1001-1028        |                                           | [ 1 ] |
| Nemčija   | Magdeburg | T6A2D   | 1989.       | 6                 | 1275-1280        | Tramvaji iz Schwerina imajo št. 1281-1286 | [ 1 ] |
| Nemčija   | Rostock   | T6A2D   | 1989.-1990. | 24                | 601-624          |                                           | [ 1 ] |
| Nemčija   | Schwerin  | T6A2D   | 1989.       | 6                 | Niso vozili      | Tramvaji so bili prodani Magdeburgu       | [ 1 ] |